# Итаньоми
Итаньоми (порт. Itanhomi) — муниципалитет в Бразилии, входит в штат Минас-Жерайс. Составная часть мезорегиона Вали-ду-Риу-Доси. Входит в экономико-статистический микрорегион Говернадор-Валадарис. Население составляет 10 911 человек на 2006 год. Занимает площадь 488,229 км². Плотность населения — 22,3 чел./км².

## История
Город основан 1 января 1949 года. 

## Статистика
- Валовой внутренний продукт на 2003 год составляет 30 381 743,00 реалов (данные: Бразильский институт географии и статистики).
- Валовой внутренний продукт на душу населения на 2003 год составляет 2709,27 реалов (данные: Бразильский институт географии и статистики).
- Индекс развития человеческого потенциала на 2000 год составляет 0,700 (данные: Программа развития ООН).